# Bukiyō na Senpai.
Bukiyō na Senpai. (不器用な先輩。?) es una serie de manga japonesa escrita e ilustrada por Makoto Kudo. La serie comenzó inicialmente como un webcomic publicado en la cuenta de Twitter de Kudo en marzo de 2019. Más tarde comenzó a serializarse en la revista de manga seinen de Square Enix, Young Comics, en diciembre de 2019. Una adaptación televisiva de anime producida por Studio Elle está programada para estrenarse en octubre de 2025.

## Personajes
Azusa Kannawa (鉄輪梓 Kannawa Azusa?)
Seiyū: Lynn
Yū Kamegawa (亀川侑 Kamegawa Yū?)
 Seiyū: Shōgo Sakata
Miho Hotta (堀田美緒 Hotta Miho?)
 Seiyū: Ami Maeshima
Ritsu Kankaiji (観海寺律 Kankaiji Ritsu?)
 Seiyū: Mitsuki Saiga

## Contenido de la obra

### Manga
Bukiyō na Senpai. está escrita por Makoto Kudo y comenzó como un webcomic publicado en la cuenta de Twitter de Kudo publicado el 2 de marzo de 2019. Más tarde comenzó a serializarse en la revista de manga seinen de Square Enix Young Comics, el 6 de diciembre de 2019. Sus capítulos se han recopilado en ocho volúmenes tankōbon a partir de agosto de 2024. La serie es publicada en inglés por Comikey y por Square Enix a través de su aplicación Manga UP! Global.
| Volúmenes de manga publicados | Volúmenes de manga publicados | Volúmenes de manga publicados |
| Número                        | Fecha de lanzamiento          | ISBN                          |
| ----------------------------- | ----------------------------- | ----------------------------- |
| 1                             | 25 de marzo de 2020           | ISBN 978-4-7575-6543-2        |
| 2                             | 24 de octubre de 2020         | ISBN 978-4-7575-6914-0        |
| 3                             | 25 de mayo de 2021            | ISBN 978-4-7575-7270-6        |
| 4                             | 25 de diciembre de 2021       | ISBN 978-4-7575-7643-8        |
| 5                             | 25 de agosto de 2022          | ISBN 978-4-7575-8088-6        |
| 6                             | 25 de marzo de 2023           | ISBN 978-4-7575-8483-9        |
| 7                             | 25 de octubre de 2023         | ISBN 978-4-7575-8869-1        |
| 8                             | 23 de agosto de 2024          | ISBN 978-4-7575-9375-6        |

### Anime
El 16 de diciembre de 2024 se anunció una adaptación de la serie de televisión de anime. La serie está producida por Studio Elle y dirigida por Ayumu Kotake, con composición de serie de Mio Inoue, diseños de personajes de Kenrō Tokuda y composición musical de Kōji Fujimoto. Su estreno está previsto para octubre de 2025 en Tokyo MX y otras cadenas. El tema de apertura, "Bukiyō na I love you", es interpretado por Angela.

### Otros medios
En conmemoración a los lanzamientos de los volúmenes 3 y 4, la serie tuvo dos colaboraciones de cosplay con la modelo Nashiko Momotsuki disfrazada del personaje principal Azusa Kannawa en 2021.